# 피론

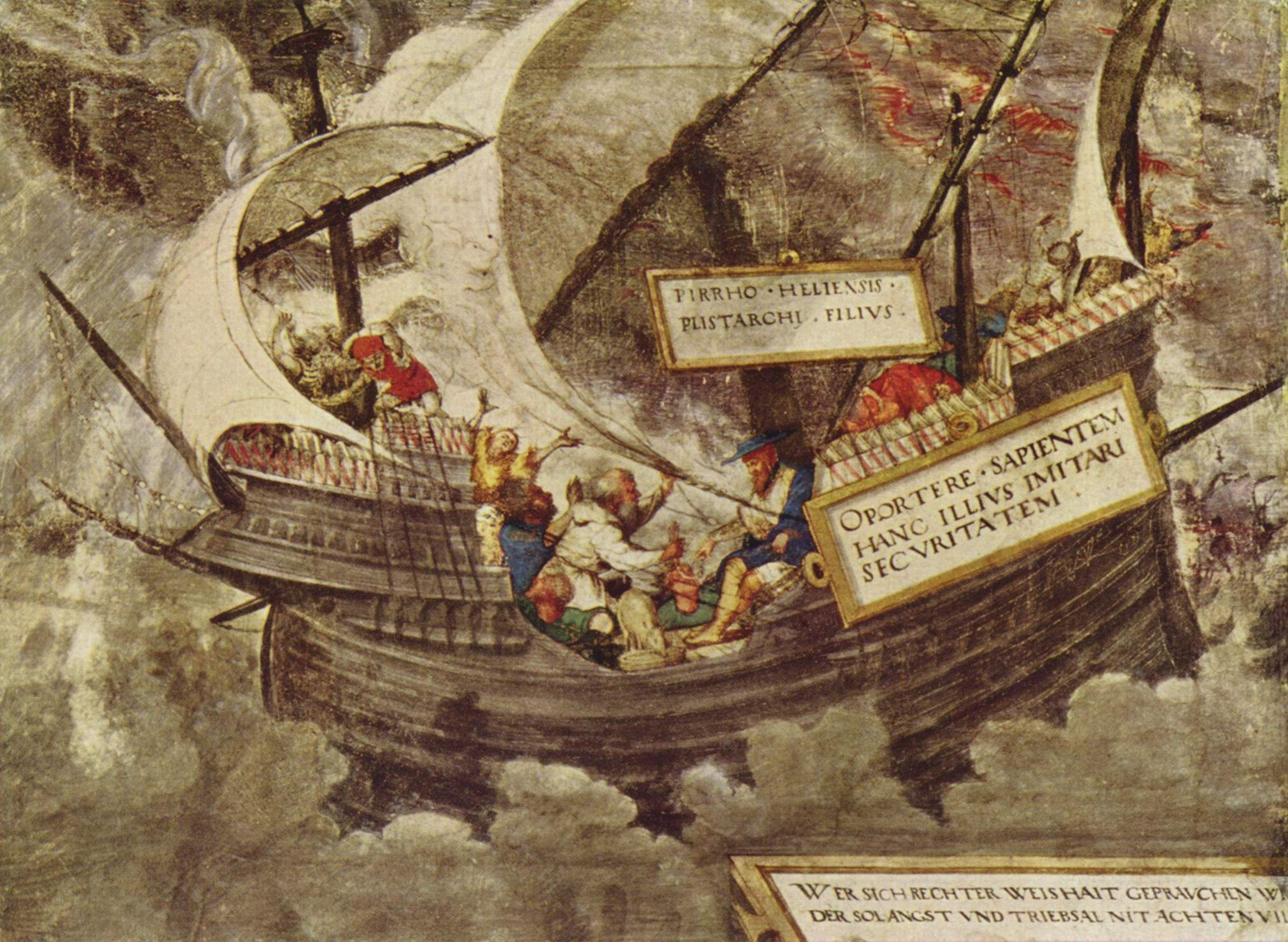
피론

피론(Pyrrhon, 그리스어: Πύρρων, 기원전 360년~기원전 270년)은 고대 그리스의 철학자이다. 엘리스 출신으로 데모크리토스와 같은 연배인 아낙사르코스에게 사사하였다. 30세 때 아낙사르코스와 알렉산드로스 대왕의 동정(東征)에 참가하여 인도에 갔다. 거기서 고대 인도의 나체 수도자를 알았다. 그것은 육체적 쾌락을 피하고 자연의 관상(觀想)을 주로 하는 것이었다. 그는 여기에서 비술(秘術)·금욕·현자의 도(道)를 배웠다고 한다. 인도에서 돌아와 철학자로서의 생애를 시작하고 엘리스에 학교를 개설하였다. 신(神)과 같이 혼의 안정(安靜)을 얻은 사람으로 유명하였다. 저서는 남아 있지 않다. 그는 애초에는 일개 화가에 지나지 않았으나 데모크리토스의 설을 공부한 것이 동기가 되어 회의론의 기초를 만든 최초의 사람이 되었다. 고대 회의론이 그의 이름에서 연유하여 피론주의라고 불리는 것은 이 때문이다. 제자인 티몬이 그의 학설을 전하고 있다. 우리들은 다만 이것저것 알 수 있는 데 불과하다. 어떠한 주장도 동일한 강도로 반대설이 대치(對置)될 수 있음은 명백하다. 그러므로 모든 의견·결정을 삼가지 않으면 안 된다. 그것이 판단중지(에포케)의 입장이다. 여기로부터 행복에 이르는 새로운 생활 이상은 그리스 회의론의 근본 사상을 이루는 것이다.

## 같이 보기
- 피론주의
- 섹스투스 엠피리쿠스 - 《피론주의 개요》의 저자